# Plaine des Grègues
Plaine des Grègues est un lieu-dit situé sur un plateau incliné du même nom, sur l'île de La Réunion, département d'outre-mer français du sud-ouest de l'océan Indien. Il est situé à l'ouest de la rivière des Remparts, dont il surplombe la vallée. Il relève donc du territoire de la commune de Saint-Joseph, dont le centre-ville est situé au sud-sud-est.